# El estrangulador de gordos
«El estrangulador de gordos» es el episodio 17 de la cuarta temporada de la serie de dibujos animados de FOX Padre de familia que se emitió originalmente el 27 de noviembre de 2005. En este episodio Lois descubre que tuvo durante toda su vida un hermano al que nunca había conocido, Patrick. Descubre que fue internado en un centro psiquiátrico al ver a su madre tener relaciones sexuales; por lo que decide ir a ponerlo en libertad, pero después de un recuerdo de su infancia hecho por Peter, Patrick se traumatiza y comienza a asesinar a personas obesas. El episodio fue escrito por Chris Sheridan y dirigido por Sarah Frost, y las estrellas invitadas fueron Bob Barker, Dave Boat, Max Burkholder, Barclay DeVeau, Robert Downey Jr., Margaret Easley, Kim Parks, Will Sasso, Anne-Michelle Seiler y Tara Strong.

## Resumen del argumento
Tras encontrar una foto antigua de la familia en la que aparece un hermano que ella no conocía, Lois se pone en marcha para encontrarle. Mientras tanto, Peter se da cuenta de que está gordo y decide luchar por los derechos de las personas con obesidad fundando una asociación. Lois encuentra a Patrick, su hermano, en un hospital psiquiátrico, donde fue encerrado cuando todavía era un niño. Tras hablar con él durante unos minutos decide llevarlo a casa. Allí Patrick explica que fue encerrado porque una vez entró en la habitación de su madre y la encontró en la cama con Jackie Gleason. Desafortunadamente, Peter le hace recordar de nuevo este trauma y Patrick se vuelve loco. Así comienza a estrangular a gente gorda. Al principio Lois se niega a creer que Patrick es el estrangulador, incluso a pesar de las pruebas —fotos de Pat estrangulando a gordos, un gordo debajo de su cama, un gordo medio muerto en su habitación...—, pero finalmente se rinde a la evidencia y va con Brian a salvar a Peter de ser asesinado.

## Producción

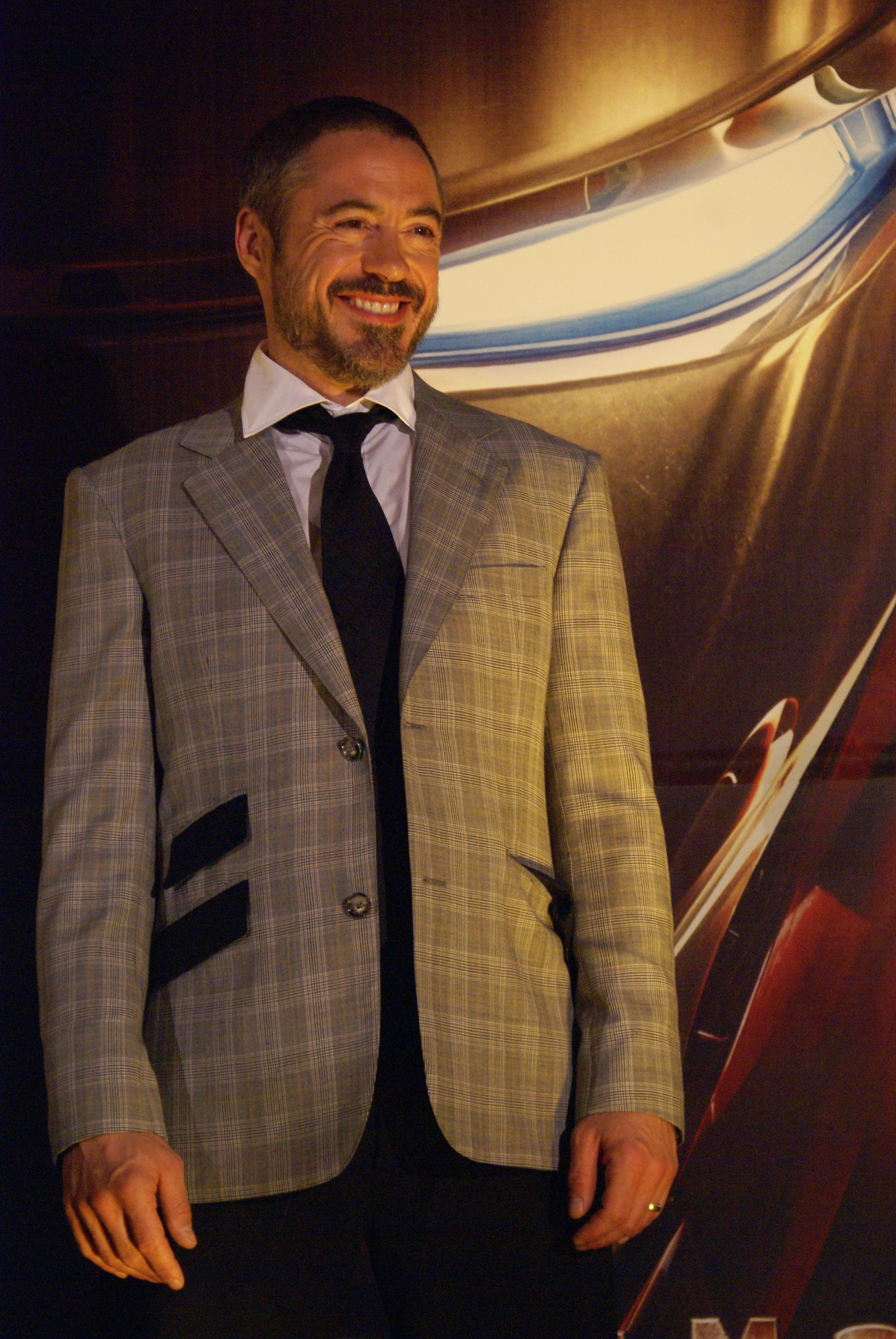
La producción del episodio comenzó con la petición de Robert Downey Jr. para protagonizar un personaje.

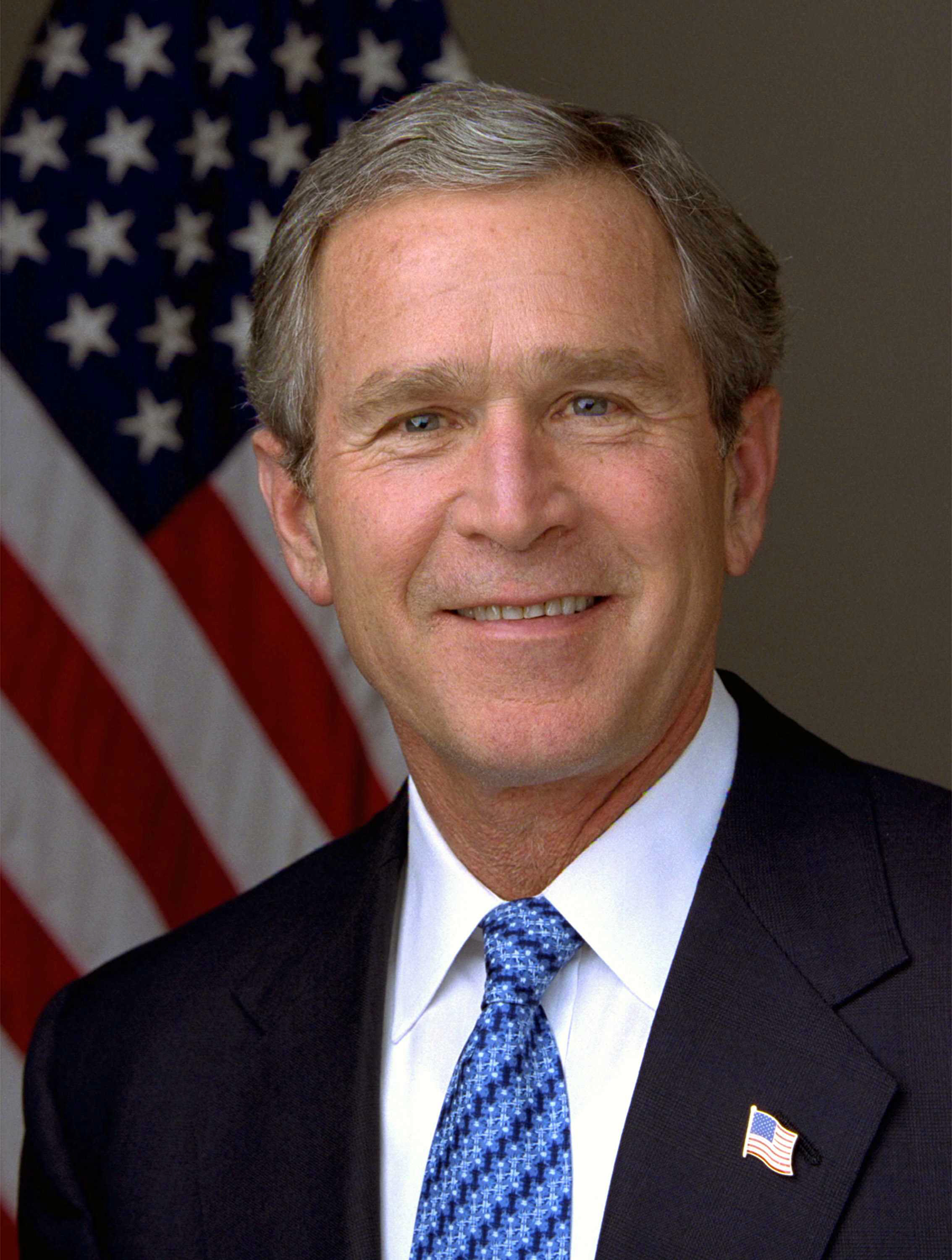
El expresidente de los Estados Unidos George W. Bush, aparece brevemente en el episodio. Incluso se le llegó a ofrecer una petición para ponerse voz a sí mismo, pero la declinó.